# Кібук Віталій Анатолійович
Віталій Анатолійович Кібук (біл. Віталь Анатольевіч Кібук; нар. 7 січня 1989, Пінськ, Білоруська РСР) — білоруський футболіст, півзахисник пінської «Хвилі».

## Клубна кар'єра
Вихованець пінського футболу, спочатку виступав на позиції нападника. Дорослу футбольну кар'єру розпочинав у пінській «Хвилі» з Першої ліги. Другу половину сезону 2010 року провів у берестейському «Динамо», у складі якого дебютував у Вищій лізі. У 2011 році підписав контракт із мінським «Динамо». Не зміг закріпитися в основному складі і в листопаді 2012 року залишив столичну команду.
У січні 2013 року перейшов у «Мінськ». Швидко закріпився в основному складі, грав здебільшого на позиції правого півзахисника. У сезоні 2013 року з 6-ма голами став другим бомбардиром клубу після Романа Василюка. У січні 2014 року продовжив контракт із клубом на один рік. Сезон 2014 року провів не так успішно, часто виходив на заміну.
У січні 2015 року перейшов до «Торпедо-БелАЗу». У складі жодинського клубу став виходити на заміну. У січні 2016 року залишив команду. 
У лютому 2016 року підписав контракт із мікашевицьким «Гранітом», де спочатку виходив на заміну, потім почав з'являтися у стартовому складі. У липні 2016 року перейшов до «Слуцька», де незабаром став основним правим півзахисником. У грудні 2017 року продовжив контракт із клубом. У сезоні 2018 року продовжував виступати у стартовому складі, тільки у вересні та жовтні був відсутній через травму. У грудні 2018 року підписав нову угоду із случанами. У сезоні 2019 року втратив місце в основі, виходив на заміну або залишався на лаві запасних. У грудні 2019 року розірвав контракт із «Слуцьком».
У лютому 2020 року підписав контракт із пінською «Хвилею», де став гравцем основного складу. У січні 2021 року продовжив угоду з клубом. 

## Кар'єра в збірній
Виступав за олімпійську збірну Білорусі у товариських матчах (зокрема, на турнірі у Тулоні).

## Досягнення
- Білоруська футбольна вища ліга
  -  Бронзовий призер (1): 2012

- Кубок Білорусі
  -  Володар (1): 2012/13